# Max Beschoren

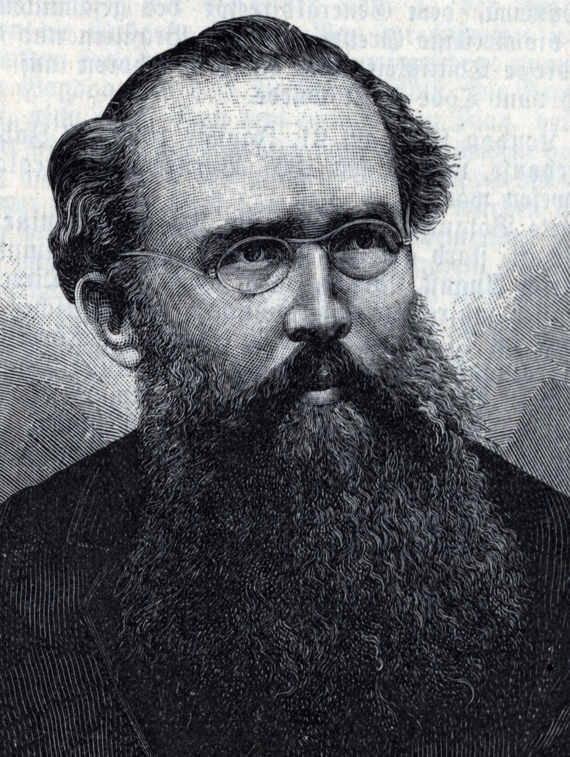
Max Beschoren

Max Beschoren (* 6. Juli 1847 in Eisleben, Provinz Sachsen; † Ende 1887 in Südbrasilien) war ein deutscher Geograph. Er erkundete Teile Brasiliens und Uruguays.

## Leben
Der Sohn eines Kaufmanns erhielt ab 1851 in Meißen im Königreich Sachsen seine Schulbildung, die sich in Zwickau fortsetzte, als sein Vater als Bergwerksdirektor dorthin berufen wurde. In seiner Jugend war er im Buchhandel tätig, wodurch er mit wissenschaftlicher Literatur versorgt war. In Annaberg erwarb er das Abitur und begann am Polytechnikum in Dresden eine Ausbildung zum Ingenieur und Mathematiker, die er in Halle fortsetzte.
Im Jahr 1868 schließlich wanderte Beschoren nach Brasilien aus und begab sich nach São Pedro do Rio Grande do Sul, die südlichste Provinz des Landes und heutiger Bundesstaat Rio Grande do Sul. Im November des Jahres erreichte er die Provinzialhauptstadt Porto Alegre, wo er zunächst als Lehrer arbeitete. Bald darauf erhielt er einen Auftrag als Geodät – eine Tätigkeit, die er 18 Jahre lang ausführte und dabei etwa 3000 Legoas zurücklegte. Im Juni 1887 erhielt er einen Auftrag, die Signalpunkte zur Triangulation, die dann Emil Odebrecht durchführen sollte, im gebirgigen Terrain zwischen Nonohay, Pepery und Chapecó zu setzen. Trotz sechs arbeitsamen Monaten konnte er diese Vorarbeit im anstrengenden Gelände nicht abschließen und wurde eines Tages tot in seiner Hütte gefunden.

## Werke
Max Beschoren schrieb Aufsätze und Abhandlungen unter anderem für die Zeitschrift der Gesellschaft für Erdkunde zu Berlin und für das Organ des Zentralvereins für Handelsgeographie und Förderung deutscher Interessen im Auslande zu Berlin. In Porto Alege lieferte er Beiträge für die Deutsche Zeitung und Koseritz’ Deutsche Zeitung.
Sein postum durch Henry Lange veröffentlichtes Hauptwerk trägt den Titel „Beiträge zur nähern Kenntnis der brasilianischen Provinz São Pedro do Rio Grande do Sul. Reisen und Beobachtungen während der Jahre 1875–1887“, es enthält aber auch Berichte über andere Gebiete, so den westlichen Teil der Insel Kefalonia.